# 維克斯堡 (佛羅里達州)
維克斯堡（英語：Vicksburg）是位於美國佛羅里達州貝縣的一個非建制地區。該地的面積和人口皆未知。

## 地理
維克斯堡的座標為30°19′32″N 85°39′53″W / 30.32556°N 85.66472°W，而該地的平均海拔高度為16米（即52英尺）。